# Quận của tỉnh Manche
4 quận của tỉnh Manche gồm:
1. Quận Avranches, (quận lỵ: Avranches) với 16 tổng và 160 xã. Dân số của quận này là 117.460 người năm 1990, 117.431 người năm 1999, tăng trưởng dân số là 0.02%.
2. Quận Cherbourg-Octeville, (quận lỵ: Cherbourg-Octeville) với 15 tổng và 189 xã. Dân số của quận này là 191.593 người năm 1990, và 190.973 người năm 1999, tăng trưởng dân số là 0.32%.
3. Quận Coutances, (quận lỵ: Coutances) với 10 tổng và 130 xã. Dân số của quận này là 74.212 người năm 1990, và 76.861 người năm 1999, tăng trưởng dân số là 3.57%.
4. Quận Saint-Lô, (tỉnh lỵ của tỉnh Manche: Saint-Lô) với 11 tổng và 123 xã. Dân số của quận này là 96.371 người năm 1990, và 96.206 người năm 1999, tăng trưởng dân số là 0.17%.

| Quận                     | Thủ phủ             | Dân số (năm 1999) | Diện tích (km²) | Mật độ dân số (người/km²) | Số tổng | Số xã |
| Quận Avranches           | Avranches           | 117.431           | 1.762           | 67                        | 16      | 160   |
| Quận Cherbourg-Octeville | Cherbourg-Octeville | 190.973           | 1.639           | 116                       | 15      | 189   |
| Quận Coutances           | Coutances           | 76.861            | 1.301           | 59                        | 10      | 130   |
| Quận Saint-Lô            | Saint-Lô            | 96.206            | 1.235           | 78                        | 11      | 123   |